# Ordem de Santa Clara da Regra de Urbano IV
A Ordem de Santa Clara da Regra de Urbano IV, ou Clarissas Urbanistas, também chamada de Ordem das Clarissas da 2ª Regra — originalmente denominada a Ordem das Damas Pobres é uma ordem religiosa católica feminina de clausura monástica. Fundada em 1212 por Santa Clara de Assis a pedido de São Francisco de Assis, quem lhe redigiu a regra, foi aprovada pelo Papa Gregório IX.
Diante o desenvolvimento da história das Clarissas, houve a divisão entre dois ramos: Clarissas da 1ªRegra que segue a Regra de Santa Clara e a Clarissas Urbanistas que seguem a Regra do Papa Urbano IV. Elas são assistidas pela Ordem dos Frades Menores Conventuais.

## História

### Origem em Santa Clara de Assis
Em 1212, a jovem Clara de Assis seguiu o exemplo de São Francisco de Assis e viveu, dentro da clausura e na contemplação, o ideal de pobreza evangélica. Surgiu, assim, a chamada Ordem das Clarissas, ou Segunda Ordem Franciscana.
A Ordem de Santa Clara que fundou-se, então, no Convento de São Damião, em 1212, sob a orientação de Santa Clara e de São Francisco, e contou sempre o apoio dos Frades Menores.
Em 1215, por força do cânon 13 do IV Concílio do Latrão, o grupo de São Damião teve que adotar a Regra de São Bento, e Clara, por determinação de Francisco, começou a reger a comunidade com o título de abadessa. Ela contudo continuaria chamando-se de ‘serva de Cristo e das irmãs pobres’. Apoiada por São Francisco, apressou-se em obter do Papa Inocêncio III a garantia de que ficaria a salvo o que era fundamental em sua vocação, ou seja, “viver a perfeição do Santo Evangelho”, isto é, a pobreza absoluta sem posses nem rendas. 
Entretanto, iam brotando outras fraternidades femininas com a marca franciscana. Em 1218 e 1219, o Cardeal Hugolino em sua missão diplomática na Úmbria e na Toscana, ante semelhante proliferação, tomou a iniciativa de dar forma ao movimento, colocando-o sob dependência direta da Sé Apostólica e dando-lhe um estilo de vida monástica para que tivessem certa estabilidade e segurança econômica.

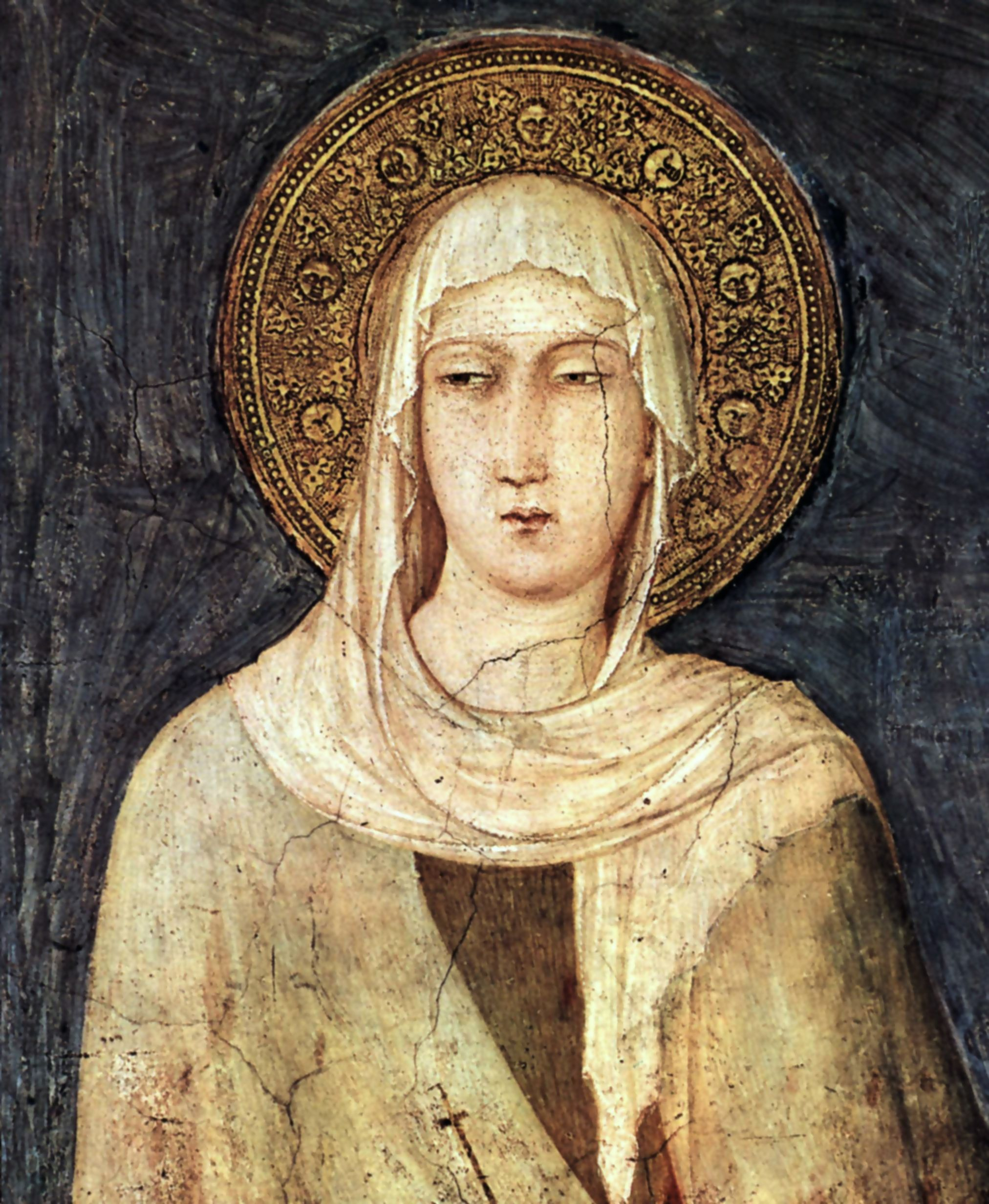
Santa Clara de Assis, fundadora das Clarissas

Não foi a aspereza da nova Regra que desagradou Santa Clara de Assis, tampouco encontrou dificuldade em adaptar-se à clausura, muito apropriada ao clima contemplativo de sua fraternidade. Sua preocupação continuava sendo a fidelidade à pobreza prometida, da qual não se fazia menção no documento. No início, o Cardeal Hugolino quis pôr a salvo esse espírito em alguns mosteiros; pouco depois, porém, ele mesmo os favoreceu com generosas fundações. De 1219 a 1247 todos os mosteiros da influência franciscana adotaram esta regra. 

### A própria Regra de Santa Clara e sua morte
Diante diversos problemas quanto a aceitação da Regra de São Bento e a Regra de Hugolino, a própria Santa Clara de Assis decidiu redigir por própria conta uma Regra, ou melhor, uma adaptação da Regra Bulada, introduzindo apenas as mudanças exigidas pela vida enclausurada da fraternidade feminina.
O cabeçalho dizia: “Forma de vida da Ordem das irmãs pobres, instituída por São Francisco”; em seguida, se declara “indigna serva de Cristo e plantinha do pai São Francisco” e proclama sua vontade de continuar obedecendo a São Francisco nos seus sucessores. Nos capítulos 6, 7 e 8, expressa o compromisso de viver em absoluta pobreza, sem outra posse que o mosteiro e o horto anexo, procurando o necessário mediante o trabalho e a esmola. 
O texto recebeu a aprovação do cardeal protetor Reinaldo, em 16.09.1252. Em 9.08.1253, Papa Inocêncio IV publicou a bula de aprovação. Clara beijou regozijada o documento apostólico e dois dias depois, aos 11 de agosto, morria com a Regra entre as mãos. Esta Regra referia-se apenas ao mosteiro de São Damião e só para ele foi aprovada. Poucos mosteiros a adotaram no séc. XIII.

### Divisão entre Clarissas da 1ª Regra e das Urbanistas

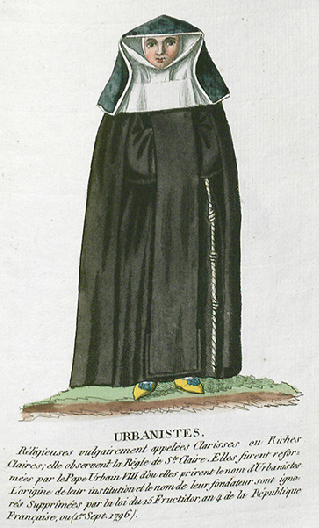
Hábito antigo das Clarissas Urbanistas

Em 1259, a beata Isabel da França (+1270), irmã de São Luís IX de França, conseguiu de Alexandre IV a aprovação de uma Regra para o mosteiro de Longchamp, posto sob a direção dos Frades Menores, nela se admitia posses e rendas perpétuas. Mais tarde esta Regra foi adotada por alguns mosteiros da França, Inglaterra e Itália. Na fórmula de profissão as noviças prometiam clausura perpétua, pelo que foram chamadas de ‘Sorores Minores inclusae’. Esta Regra foi confirmada por Papa Urbano IV, em 1263.
O problema da assistência por parte dos minoritas continuava sem solução. São Boaventura, no capítulo de 1263, sugeriu que o elo espiritual com os frades fosse entendido como um mero serviço de caridade, não um dever de justiça e dependeria da vontade do cardeal protetor, novamente único para as duas famílias, depois de uma tentativa de estabelecer um protetor à parte para as monjas. Para estabelecer a uniformidade, o novo cardeal protetor Caetano Orsini, compôs uma nova Regra, promulgada por Urbano IV, em 18.10.1263. Começava por unificar o nome, designando todos os mosteiros como ‘Ordem de Santa Clara’. Na realidade, essa denominação já vinha prevalecendo desde a canonização da Santa, em 1255. 
Ficavam supressas as Regras anteriores, em todos os mosteiros. A nova Regra, inspirada em alguns pontos na de Santa Clara, reproduzia grande parte das prescrições da de Inocêncio IV, detendo-se, porém, em medidas disciplinares meticulosas. Estabeleciam-se as posses e as rendas como meio normal de subsistência. Quase todos os mosteiros da Ordem de Santa Clara, assumiram esta regra, inclusive o Mosteiro Mãe de São Damião de Assis, sendo este que posteriormente assumiu a Regra de Santa Clara em 1932.
Daí em diante os mosteiros foram se dividindo em duas observâncias: a da Regra de Santa Clara chamadas Clarissas da 1ª Regra e a da Regra de Urbano IV, Clarissas Urbanistas.

### Expansão das Urbanistas à partir do século XX
Em 1960 as Clarissas Urbanistas tinham 28 mosteiros, todos na Itália, com 685 clarissas urbanistas. Este número muda em 1971 com a presença de 30 mosteiros e 700 clarissas urbanistas. 
Em 1996 as Clarissas Urbanistas tinham 40 mosteiros ao todo: 32 na Itália, 4 na Polônia, um na Alemanha, um no Gana, um no México e um na Venezuela, totalizando mais de 550 clarissas urbanistas. Em  2005, as urbanistas contavam com 82 mosteiros e 1.070 clarissas urbanistas. Hoje,  o último estudo realizado em 2017, a ordem contava com 865 freiras e 74 mosteiros.

## Presença de Clarissas Urbanistas no Brasil

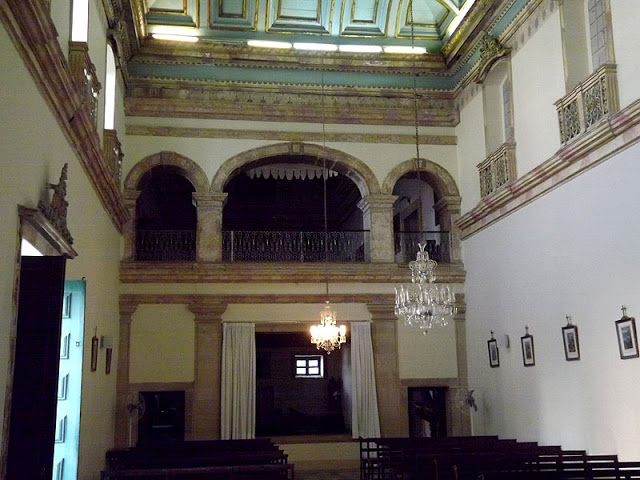
Coro do Convento de Santa Clara do Desterro.

A primeira presença das Clarissas no Brasil, aconteceu em Salvador na Bahia. Elas foram solicitadas pela nobreza, pela Câmara e pelo povo da Bahia em 1677. As quatro monjas chegaram (Margarida da Coluna, Jerônima do Presepe, Luíza de S. José e Maria de S. Raimundo) e fundaram o Imperial Convento de Santa do Desterro, que em breve floresceu, tornando-se uma comunidade numerosa. 
O prédio atual teve sua construção iniciada em 1681, em local onde havia uma pequena igreja e o Hospício do Desterro, então com 5 ou 6 celas. Possuía o mais alto mirante da cidade quando foi construído e de onde se podia avistar parte da praia da Barra. E até o ano de 1744, quando foi fundado o Convento da Lapa, o Convento do Desterro era o único mosteiro feminino reconhecido na Colônia.
A perseguição religiosa clandestina, movida pelo governo contra os Institutos Religiosos e, sobretudo o deplorável aviso do Ministério da Justiça, que fechou os noviciados das Casas Religiosas em todo o território nacional, fez com que se extinguisse o Mosteiro. 
A Serva de Deus Madre Vitória da Encarnação, uma clarissa urbanista, viveu e foi sepultado neste mosteiro.Nele também viveram outras duas monjas com fama de santas, a Madre Maria da Soledade, falecida em 1719, e a Madre Margarida da Coluna, falecida em 1743. Essas três religiosas baianas entraram para o convento na mesma época, em intervalos de dois e três meses entre uma e outra, e foram companheiras nos exercícios da penitência e oração. São chamadas de "as Três santas do Desterro".
Há ainda outras veneráveis religiosas do Convento do Desterro com provável fama de santidade e os corpos de algumas delas, por ocasião da exumação, teriam sido encontrados incorruptos (conforme a tradição popular), contudo a Madre Vitória da Encarnação é a mais célebre delas, seguida por suas duas companheiras na penitência e oração. 

## Mosteiros das Clarissas Urbanistas

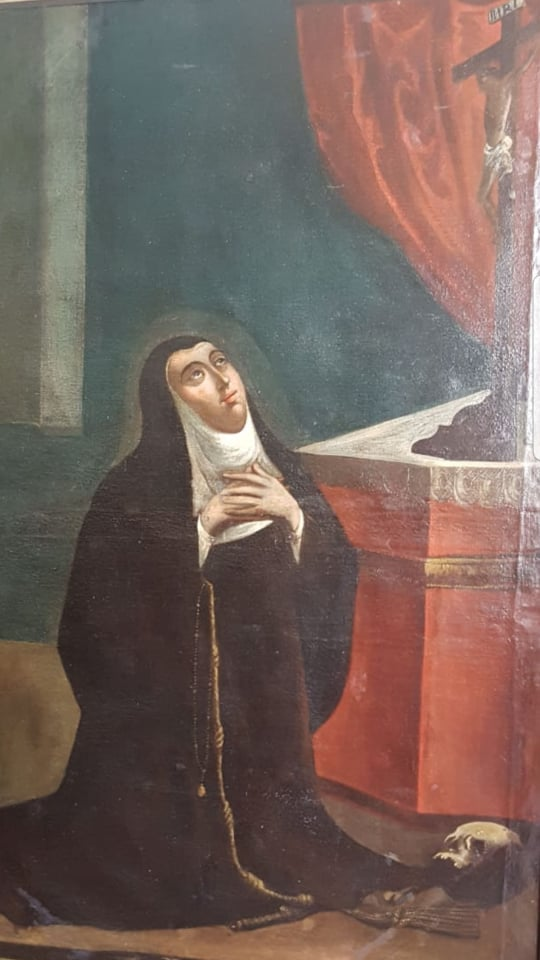
Madre Vitória da Encarnação, mística católica brasileira que pertenceu a esta ordem religiosa.

- Mosteiro Santo Antônio e B. Elena - Camposampiero, Itália
- Mosteiro Montepaolo - Dovadola, Itália
- Mosteiro Corpus Domini - Forlì, Itália
- Mosteiro Santa Cecília - Città di Castello, Itália
- Mosteiro S. Clara - Filottrano, Itália
- Mosteiro S Salvatore - Fucecchio, Itália
- Mosteiro SS. Annunziata - Jesi, Itália
- Mosteiro Santa Agnese - Montone, Itália
- Mosteiro Santa Clara - Oristano, Itália
- Mosteiro S. Bernardino - Orvieto, Itália
- Mosteiro S. Nicolò - Osimo, Itália
- Mosteiro S. Fabiano - Rieti, Itália
- Mosteiro São Paulo - San Miniato, Itália
- Mosteiro S. Francesco - Nápoles, Itália
- Mosteiro Santa Chiara - Ravello, Itália
- Mosteiro Santa Chiara - Altamura, Itália
- Mosteiro S. Chiara - Rossano Calabro, Itália
- Mosteiro Sf. Maria a Ingerilor - Romênia
- Mosteiro de Nossa Senhora da Luz - México

## Santas, Beatas, Servas e Veneráveis
- Santa Camila Baptista de Varano
- Beata Irmã Francesca Farnese
- Serva de Deus Madre Vitória da Encarnação